# Euphyllodromia liturifera
Euphyllodromia liturifera är en kackerlacksart som först beskrevs av Walker, F. 1871.  Euphyllodromia liturifera ingår i släktet Euphyllodromia och familjen småkackerlackor. Inga underarter finns listade i Catalogue of Life.